# Macronyx
Macronyx là một chi chim trong họ Motacillidae.

## Các loài
- Macronyx ameliae
- Macronyx aurantiigula
- Macronyx capensis
- Macronyx croceus
- Macronyx flavicollis
- Macronyx fuelleborni
- Macronyx grimwoodi
- Macronyx sharpei